# Igreja Católica nas Seicheles
A Igreja Católica nas Seicheles (ou Seychelles) é parte da Igreja Católica universal, em comunhão com a liderança espiritual do Papa, em Roma, e da Santa Sé.

## História
O catolicismo chegou ao arquipélago no fim do século XVIII, mas ocasionalmente apenas um padre, vindo de Maurício ou de Reunião podia chegar às ilhas, também porque a chegada dos protestantes era um obstáculo à presença permanente de padres católicos.
Em 1819 o território das Seicheles é incluído no vasto território do recém-criado Vicariato Apostólico das Ilhas Maurício, que chegava até a África do Sul. Em 1º de março de 1851 chega a Mahé o padre saboiano capuchinho Léon des Avanchers; o seu trabalho de evangelização levou ao estabelecimento, em pouco tempo, de uma comunidade de cem pessoas. No ano seguinte a Congregação para a Evangelização dos Povos erigiu a Prefeitura Apostólica das Seicheles, que, em 1880, se tornou vicariato apostólico e diocese em 14 de julho de 1892.
Outras congregações religiosas chegam às ilhas, como os jesuítas e os espiritanos; Em 1950 foi ordenado o primeiro sacerdote nativo, e em 1975 o primeiro bispo nativo.
No dia 1º de dezembro de 1986 as Seicheles recebem a visita do Papa João Paulo II.

## Organização eclesiástica
A Igreja Católica está presente no arquipélago com apenas uma circunscrição eclesiástica, a Diocese de Port Victoria, imediatamente sujeita à Santa Sé.
De acordo com o Anuário Pontifício de 2008, em 31 de dezembro de 2007 a diocese tinha 71.350 batizados em uma população total de 83.942 habitantes, equivalente a 84,9%. Naquela época, ela tinha 16 sacerdotes, 10 religiosos, 45 freiras e 17 paróquias.

## Conferência Episcopal
O episcopado é automaticamente um membro da Conferência Episcopal do Oceano Índico, que reúne os bispos das Comores, Maurício, Reunião, Maiote e Seicheles.

## Nunciatura Apostólica
A Nunciatura Apostólica das Seicheles foi estabelecida em 27 de julho de 1984 com o breve papal Ut Ecclesiae ipsius, do Papa João Paulo II. O núncio reside em Madagascar.